# Somatostatinoma

Imagen a través de microscopio de la Somatostintoma

El somatostinoma es un tipo de tumor maligno o cáncer muy poco frecuente, que se debe a la proliferación de células delta, las cuales producen somatostatina. Por ello en estos tumores existe una alta concentración de somatostatina en sangre.

## Localización
El 60% de los somatostinomas se localizan en el páncreas, el resto suelen detectarse en la pared del intestino delgado, en este caso producen menor cantidad de somatostatina, por lo que pueden ser asintomáticos o causar únicamente síntomas leves.

## Síntomas
Los síntomas derivan de las diferentes acciones de la somatostatina, su acción inhibitoria de la secreción de insulina provoca diabetes leve, la inhibición de la secreción de enzimas pancreáticas causa esteatorrea, la disminución de la movilidad de la vesícula biliar hace probable la aparición de cálculos biliares, la inhibición de secreción de gastrina provoca hipoclorhidria. Otros síntomas son pérdida de peso e hipertensión arterial. El conjunto de esta sintomatología se conoce en medicina como síndrome del somatostatinoma.

## Tratamiento
El tratamiento recomendado es la quimioterapia con estreptozocina, dacarbacina y doxorrubicina o cirugía con la extirpación del tumor.